# Новоселовка-Шевченково
Новоселовка-Шевченково (укр. Новоселівка-Шевченкове) — село, Пришибский сельский совет, Кременчугский район, Полтавская область, Украина.
Население по переписи 1982 года составляло 80 человек.
Село ликвидировано в 1996 году.

## Географическое положение
Село Новоселовка-Шевченково находится на расстоянии в 1 км от сёл Пришиб и Еристовка.
Рядом с селом находятся карьер и отвалы Полтавского ГОК.

## История
- 1996 — село ликвидировано[1].